# Андерсон Дан
Андерсон Дан (Данієль, Daniel ”Dan” Andersson, 6. IV 1888 — 16. IX 1920, Граньєрде — Стокгольм) — шведський письменник.

## Життєпис
Один із перших представників пролетарської літератури у Швеції. У збірках оповідань «Історії вугляра» (1914), «Це називається марновірство» (1916), автобіографічній дилогії «Троє бездомних» (1918) та «Спадщина Давида Рамма» (1919), збірках віршів «Пісня вугільного сторожа» (1915) та «Чорні балади» (1917) Андерсон показав життя пролетарів, частина творів пов'язана релігійно-філософськими мотивами.